# Císařovna vdova Ťiang
Císařovna vdova Ťiang (čínsky pchin-jinem Jiǎng, znaky zjednodušené 蒋, tradiční 蔣; † 1538), posmrtným jménem císařovna Cch’-siao-sien (čínsky v českém přepisu Cch’-siao-sien chuang-chou, pchin-jinem Cíxiàoxiàn huánghòu, znaky zjednodušené 慈孝献皇后, tradiční 慈孝獻皇后), byla čínská císařovna vdova, manželka knížete Ču Jou-jüana a matka císaře Ťia-ťinga.

## Život
Paní Ťiang byla dcerou důstojníka císařské gardy jménem Ťiang Siao, pocházel z Ta-singu v Pej č’-li. Roku 1492 se vdala za Ču Jou-jüana. Ču Jou-jüan byl čínský princ z dynastie Ming, čtvrtý syn mingského císaře Čcheng-chuy. Od roku 1494 Ču Jou-jüan s manželkou žil ve svém údělu v An-lu poblíž Čung-siangu v dnešní městské prefektuře Ťing-men v provincii Chu-pej.
Ču Jou-jüan zemřel roku 1519. Měl dva syny a čtyři dcery. Starší syn zemřel ve věku pěti dní v červenci 1500; o sedm let mladší Ču Chou-cchung zdědil otcovo postavení. O dva roky později, roku 1521, zemřel bez potomka císař Čeng-te. Novým panovníkem se, jako nejbližší mužský příbuzný zesnulého císaře, stal Ču Chou-cchung (známý je jako císař Ťia-ťing).
Ťia-ťing poté ve velkém sporu o obřady s velkými sekretáři a úředníky koncem roku 1521 prosadil udělení císařské hodnosti svému otci, matce – paní Ťiang – i babičce (paní Šao). Titul paní Ťiang císař postupně zlepšoval, z císařovna vdova Sing (興國太后) na císařovna vdova Šeng-mu čang-šeng (聖母章聖皇太后, 1523), roku 1528 na císařovna vdova Čang-šeng cch’-žen (章聖慈仁皇太后) a roku 1536 císařovna vdova Čang-šeng cch’-žen kchang-ťing čen-šou (章聖慈仁康靜貞壽皇太后)
Roku 1530 byly s biografií císařovny Ma a knihou Pokyny pro vnitřní komnaty císařovny Sü publikovány Nü-sün (女訓, Pokyny pro ženy, ve 12 ťüanech) jejichž autorství bylo připsáno paní Ťiang.
Zemřela roku 1538, obdržela posmrtné jméno císařovna Cch’-siao-sien (慈孝獻皇后). Pohřbena byla se svým mužem, v An-lu.